# مانويلا غونزاليس
مانويلا غونزاليس (بالإسبانية: Manuela González)‏ ولدت بتاريخ 14 يناير/كانون الثاني من العام 1977 في سانتا في دي بوغوتا بكولومبيا، هي ممثلة وعارضه كولومبية. اشتهرت بعد أدوارها في مجموعة من المسلسلات على غرارا لي إلمان لوليتا, إل إنيتيل، أنخيل دي لا جواردا، مي دولسي كومبانيا، الملحمة وغيرها. في عام 2009 شاركت مانويلا في بطولة مسلسل La bella Ceci y el imprudente رفقة جوليان رومان، وفي عام 2013 انضمت إلى المسلسل التلفزيوني سيد السماوات والذي شاركت فيه على طول موسمين كاملين، أما آخر أعمالها فكان إل شيفو سنة 2014 حيث جسدت شخصية سوزانا لكنها لعبت في معظم مراحل الفيلم كرواية وليس كممثلة رئيسية.

## قائمة أفلامها
| العام   | العنوان                               | الدور                | ملاحظات     |
| ------- | ------------------------------------- | -------------------- | ----------- |
| 1997    | La mujer en el espejo                 |                      | دور ثانوي   |
| 1999    | Verano lamartine                      | مارغريتا             | دور ثانوي   |
| 1999    | لي إلمان لوليتا                       | لوليتا               | بطلة ثانوية |
| 2000    | شقيقة الطفل                           | فيرونيكا دافيلا      | دور ثانوي   |
| 2001    | Solterita y a la orden                | فاليريا دزه          | دور ثانوي   |
| 2001    | El Inútil                             | ميراندا لوسيا زاباتا | راوية       |
| 2003    | Angel de la guarda, mi dulce compañía | كارولينا فالا        | راوية       |
| 2004    | La saga: Negocio de familia           | استيلا مانريكي       | راوية       |
| 2006    | En los tacones de Eva                 | لوسيا                | دور ثانوي   |
| 2008    | نوفيا بارا دوس                        | مارغريتا فيغا        | دور ثانوي   |
| 2009-10 | La bella Ceci y el imprudente         | سيسيليا أورتيز       | رواية       |
| 2011    | Popland                               | كاترينا ماكلين       | دور رئيسي   |
| 2012    | سوزانا الفيرا                         | سوزانا               | راوية       |
| 2013    | Mentiras perfectas                    | كاتالينا أوريبي      | دور ثانوي   |
| 2013-14 | سيد السماوات                          | كادينا               | دور ثانوي   |
| 2014    | ش شيفو                                | سوزانا               | راوية       |

## وصلات خارجية
- مانويلا غونزاليس على موقع IMDb (الإنجليزية)